# Maison Štorch

La maison Štorch à Prague est située sur la place de la Vieille-Ville. Le bâtiment construit sur la base de l'architecture de la Renaissance est décoré de fresques, et notamment d'une peinture de la fin du XIXe siècle représentant Saint Venceslas à cheval (de Mikoláš Aleš). 

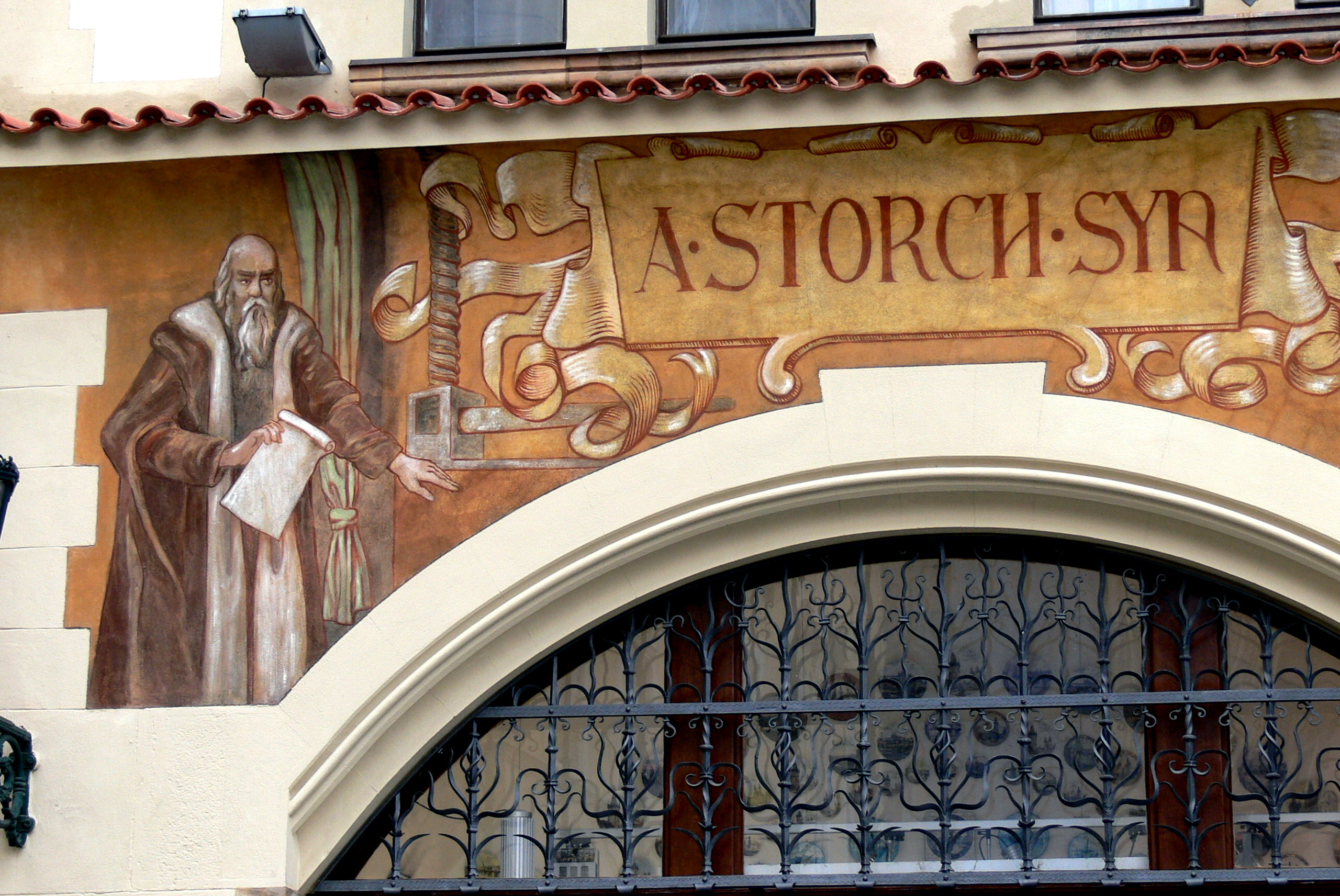
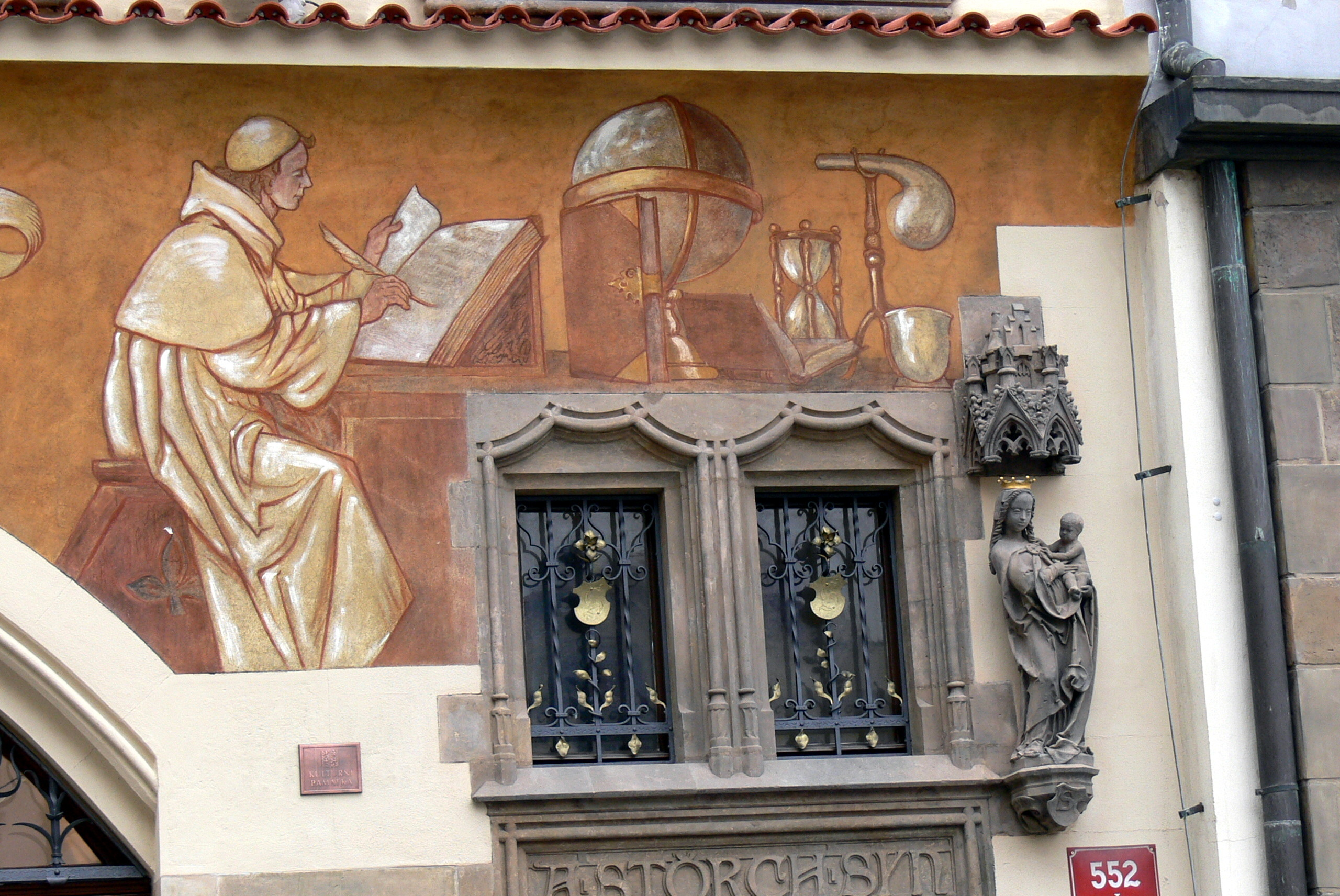
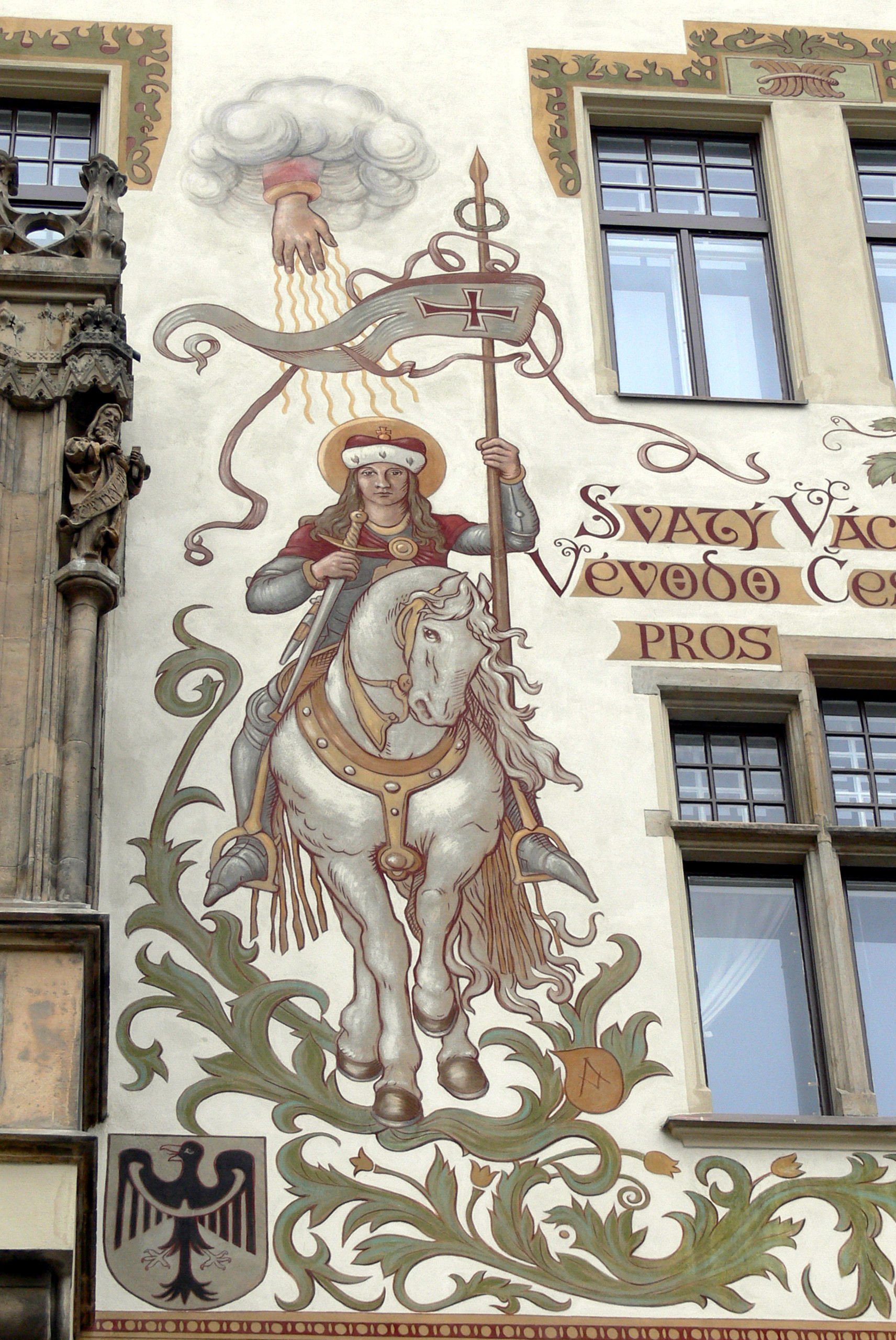
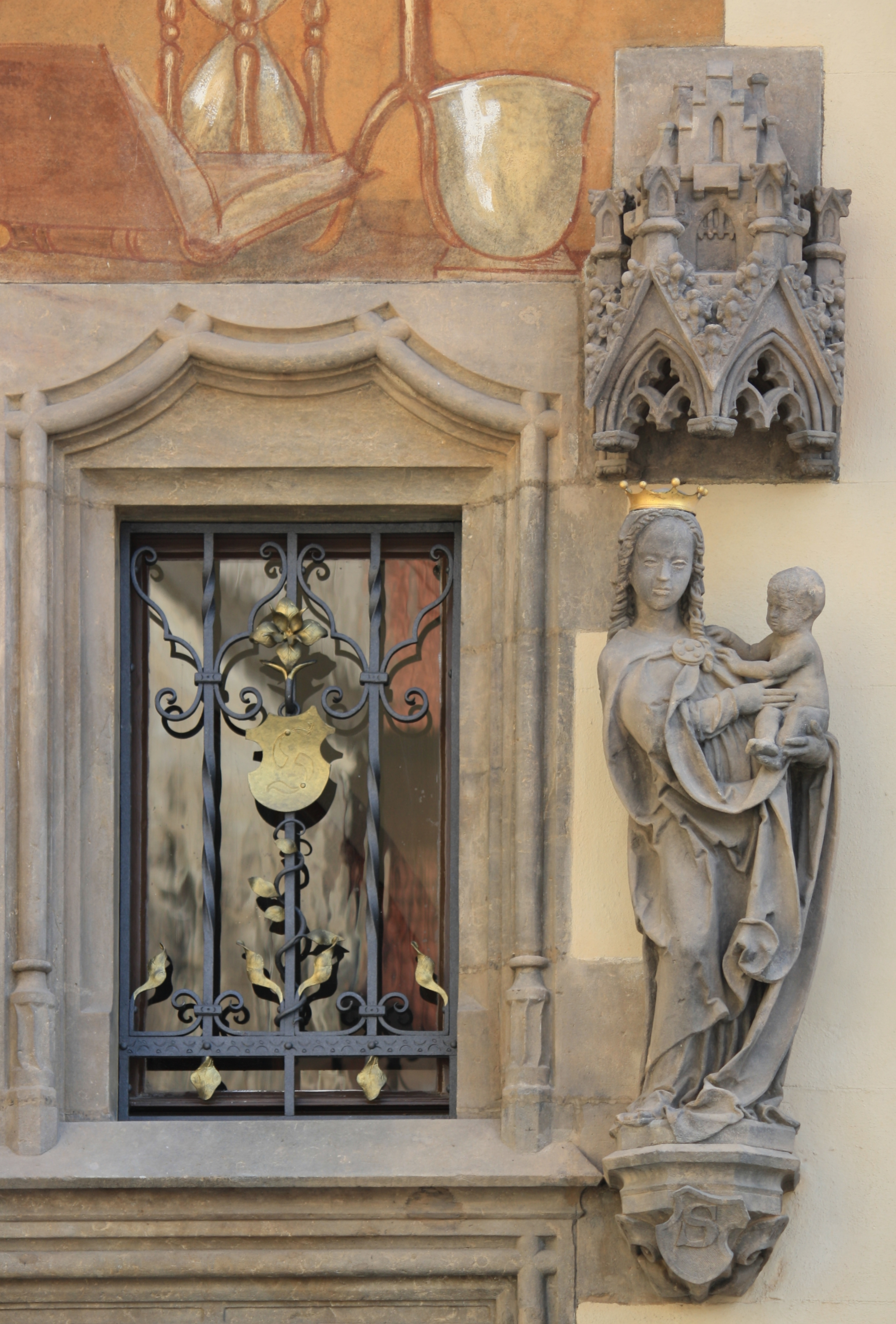